# Смородинников, Александр Васильевич
Александр Васильевич Смородинников — советский хозяйственный, государственный и политический деятель.

## Биография
Родился в 1925 году в Верхнем Уфалее. Член КПСС.
Участник Великой Отечественной войны. С 1950 года — на хозяйственной, общественной и политической работе. В 1950—1996 гг. — агломератчик, начальник смены, помощник начальник аглофабрики, инженер-технолог, начальник ОТК, главный инженер аглокомбината в Бакальском рудоуправлении треста «Уралруда», с.н.с., руководитель группы, руководитель сектора, директор института «Уралмеханобр», председатель Совета ветеранов Левобережного района Северного округа г. Москвы. Заслуженный металлург РСФСР.
За создание и внедрение в металлургическую промышленность технологии переработки фосфористого железорудногo сырья, обеспечивающей производство высокоэффективных видов листового проката и возможность вовлечения в эксплуатацию ранее неразрабатываемых месторождений этого сырья был удостоен Госпремии СССР 1984 года.
С 1986 по 1991 год — Сопредседатель Государственной комиссии СССР по приемке продукции и контролю качества, ответственный по добывающим предприятиям. 
Жил в Москве.